# كازوهيكو ياماغوتشي
كازوهيكو ياماغوتشي (باليابانية: 山口和彦؛ بالكانا: やまぐち かずひこ) هو رائد وكاتب سيناريو ومخرج ياباني، ولد في 5 فبراير 1937 في ناغانو في اليابان.

## وصلات خارجية
- كازوهيكو ياماغوتشي على موقع IMDb (الإنجليزية)
- كازوهيكو ياماغوتشي على موقع ألو سيني (الفرنسية)
- كازوهيكو ياماغوتشي على موقع أول موفي (الإنجليزية)
- كازوهيكو ياماغوتشي على موقع قاعدة بيانات الفيلم (الإنجليزية)
- كازوهيكو ياماغوتشي على موقع كينوبويسك (الروسية)